# Krystian Zimerman
Pour les articles homonymes, voir Zimerman.
Répertoire
Concertos pour piano nos 1 et 2 de Chopin
Krystian Zimerman, né le 5 décembre 1956 à Zabrze, est un pianiste polonais.

## Biographie
Krystian Zimerman est né le 5 décembre 1956 à Zabrze, en République de Pologne. Il a étudié au conservatoire de musique de Katowice avec Andrzej Jasiński. Il est révélé au grand public par sa participation au Concours Beethoven de Vienne.

## Carrière
La carrière du pianiste est véritablement lancée lorsqu'il remporte, à 18 ans, le premier prix du prestigieux Concours Chopin de Varsovie en 1975. Il se retire ensuite pendant un an du circuit pianistique pour enrichir son répertoire, presque exclusivement consacré à Chopin à cette époque. Dès son retour, il triomphe à Stuttgart, Munich, Berlin. En 1976, il rencontre Arthur Rubinstein à Paris et joue avec l’Orchestre philharmonique de Berlin emmené par Herbert Blomstedt. Au terme d'une année de concentration et de travail à Londres en 1980, il donne de nombreux concerts, notamment avec Herbert von Karajan à la tête de l'Orchestre philharmonique de Berlin. Zimerman fait ses débuts aux États-Unis avec l'Orchestre philharmonique de New York en 1979. Il part pour de longues tournées et enregistre nombre de disques. En 1999, Zimerman crée le Polish Festival Orchestra à l'occasion du 150e anniversaire de la mort de Frédéric Chopin.
Surtout reconnu comme spécialiste de Chopin, il est également un grand interprète de Brahms, Liszt, Schubert. Particulièrement exigeant quant à ses propres enregistrements, il a, à plusieurs reprises, fait retirer de la vente des disques enregistrés (valses de Chopin, sonates et ballades de Brahms) qui avaient pourtant suscité l'enthousiasme de la critique et du public.

Zimerman a également joué avec prestige et perfection selon beaucoup les fameux huit impromptus de Franz Schubert.
« Il s'impose périodiquement des années sabbatiques pour se remettre en question et enrichir son répertoire » ; et il ne donne chaque année qu'une cinquantaine de concerts à travers le monde. Depuis quelques années, s'intéressant de très près aux possibilités techniques de l'instrument, il voyage dans le monde entier avec ses propres pianos Steinway, ce qui lui vaut une curieuse mésaventure aux États-Unis en 2001, après les attentats du 11 septembre 2001, lorsque « les douaniers, trouvant suspecte une odeur de colle, détruisent totalement l'un de ses instruments. Depuis, il les démonte pour le transport et les remonte pièce par pièce. » À la suite de cet incident, Zimerman a finalement décidé, en 2009, de ne plus se produire en Amérique du Nord. Il possède chez lui son propre studio d'enregistrement, ce qui ne le pousse pas pour autant à multiplier les disques (moins d'un tous les deux ans). En tant que chef d'orchestre, il a notamment enregistré les deux concertos de Chopin, en dirigeant l'orchestre depuis le piano à la façon des virtuoses du XIXe siècle. 
À partir de 1996, il enseigne à l'Académie de musique de la ville de Bâle (de) (Suisse), ville où il habite avec sa femme et ses deux enfants. Il a créé des œuvres de Witold Lutosławski (Concerto pour piano, 1988), Krzysztof Penderecki (Sextuor pour clarinette, cor, trio à cordes et piano, 2000).
En 2016, pour ses soixante ans, il décide d'enregistrer à Kashiwazaki (au Japon), dans des conditions acoustiques exceptionnelles, les deux dernières sonates de Schubert : la D. 959 et la D. 960, parmi les plus grands monuments du répertoire pianistique, qu'il interprète depuis plus de trois décennies. Cet enregistrement (paru en 2017 chez Deutsche Grammophon, sa maison de disques exclusive) marque son retour, après vingt-cinq ans sans avoir enregistré d'album solo.

### Vie personnelle
Zimerman vit, entouré de sa femme et de ses deux enfants, à Binningen, près de Bâle, en Suisse, où il a passé la majorité de sa vie. Il passe son temps entre sa famille, les récitals et les concerts de musique de chambre. Lorsqu'il n'est pas en tournée ou à assembler des pianos, il corrige des partitions de Władysław Szpilman (Concerto pour piano, 1988) et de Krzysztof Penderecki (Sextuor pour clarinette, cor, trio à cordes et piano, 2000) pour le compte de Boosey & Hawkes. Il a également écrit un opuscule traitant de l'esthétique publié en Pologne en mars 2005.

## Discographie sélective(Deutsche Grammophon)
- Grażyna Bacewicz : Quintettes avec piano nos 1 et 2, Sonate pour piano no 2, avec Kaja Danczowska, Agata Szymczewska, violons ; Ryszard Groblewski, alto ; Rafał Kwiatkowski, violoncelle.
- Béla Bartók : concerto pour piano no 1 (direction Pierre Boulez), Orchestre symphonique de Chicago
- Ludwig van Beethoven : les 5 concertos pour piano (direction Krystian Zimerman et Leonard Bernstein), Orchestre philharmonique de Vienne
- Johannes Brahms : concerto pour piano no 1 (direction Simon Rattle), Orchestre philharmonique de Berlin
- Johannes Brahms : concerto pour piano no 1 (direction Leonard Bernstein), Orchestre philharmonique de Vienne
- Johannes Brahms : concerto pour piano no 2 (direction Leonard Bernstein), Orchestre philharmonique de Vienne
- Johannes Brahms : 3 sonates - scherzo - ballades
- Frédéric Chopin : les 2 concertos pour piano (direction Carlo Maria Giulini), Orchestre philharmonique de Los Angeles
- Frédéric Chopin : les 2 concertos pour piano (direction Krystian Zimerman), Polish Festival Orchestra
- Frédéric Chopin : Andante spianato en sol majeur - Grande Polonaise brillante en mi bémol majeur op. 22 (direction Carlo Maria Giulini), Orchestre philharmonique de Los Angeles
- Frédéric Chopin : 4 ballades, Barcarolle & Fantaisie
- Claude Debussy : les préludes - livres I & II
- César Franck : sonate pour violon et piano & Karol Szymanowski : Mythes (violon Kaja Danczowska)
- Franz Liszt : sonate en si mineur & autres pièces
- Franz Liszt: concertos pour piano, Totentanz (direction Seiji Ozawa), Orchestre symphonique de Boston
- Witold Lutosławski : concerto pour piano (direction Witold Lutosławski), Orchestre symphonique de la BBC
- Serge Rachmaninov : concertos pour piano nos 1 et 2 (direction Seiji Ozawa), Orchestre symphonique de Boston
- Maurice Ravel : concertos pour piano (direction Pierre Boulez), Orchestre de Cleveland, Orchestre symphonique de Londres
- Franz Schubert : impromptus D. 899 & D. 935
- Franz Schubert : sonates D. 959 & D. 960
- Robert Schumann & Edvard Grieg : concertos pour piano (direction Herbert von Karajan), Orchestre philharmonique de Berlin
- Richard Strauss & Ottorino Respighi : sonates pour violon et piano (violon Kyung-Wha Chung)
- Anton Webern : Kinderstück op. posth. - Klavierstück op. posth. - Variations op. 27 (dans l'intégrale des œuvres de Webern)

## Récompenses et distinctions
- 1er prix du IXe Concours international de piano Frédéric-Chopin (1975)
- Médaille d'or du Mérite culturel polonais Gloria Artis
- Praemium Imperiale pour la musique (2022)[8]